# Bahnhof Sundsøre

Der Bahnhof Sundsøre war ein Bahnhof der privaten Aalborg-Hvalpsund Jernbaneselskab A/S auf der Halbinsel Salling in Jütland.

## Geschichte
Hvalpsund war zwischen 1910 und 1969 die Endstation der Bahnstrecke Aalborg–Hvalpsund (AHB).
Als 1910 die Eisenbahn Hvalpsund erreichte und von dort eine schnelle Verbindung nach Aalborg herstellte, wurde die Fährüberfahrt mit Ruderbooten völlig unzureichend.
Das Eisenbahngesetz vom 20. März 1918 sah mit der Nørre Salling Jernbane eine Privatbahnstrecke als Anschluss von der Sallingbane von Lyby oder Jebjerg über die Insel Mors zum Anleger Branden am Fursund sowie eine Eisenbahnfähre zwischen Hvalpsund und Sundsøre vor, die von den Danske Statsbaner (DSB) betrieben werden sollte (dänisch: 21. En Jernbane fra Branden Anlægsbro ved Fursund over Sundsøre til Lyby eller Jebjerg), eine Bahnstrecke von 26 km Länge, die 2,25 Mill. Kronen kosten würde. 1918 war der Staat bereit, die Hälfte der Baukosten zu übernehmen.
In den frühen 1920er Jahren endete jedoch durch das Aufkommen von Lastkraftwagen, Bussen und Personenwagen der große Eisenbahnbau in Dänemark. Die Jernbanekommissionen fra 1923 (deutsch Eisenbahnkommission von 1923) entschied sich gegen den Bau der Bahnstrecke Jebjerg–Sundsøre–Branden, da mit einem Jahresdefizit von etwa 45.000 Kronen gerechnet werden musste. 1925 stand fest, dass Østsalling keinen Eisenbahnanschluss und keine DSB-Fähre bekommen würde.
Dafür wurde entschieden, dass sich der Staat mit 50 % an einer privaten Fähre beteiligen würde. Die AHB nutzte dieses Angebot, bewarb sich und erhielt dafür die Bewilligung. Daraufhin wurden in Hvalpsund und Sundsøre Fähranleger sowie ein Verbindungsgleis vom Bahnhof Hvalpsund zum Fähranleger gebaut. Bei der Aalborg Værft wurde eine Eisenbahnfähre bestellt. Die Hvalpsund war dieselbetrieben, hatte ein Gleis und konnte vier Güterwagen oder 22 Personenwagen transportieren. Sie nahm am 27. Mai 1927 ihren Dienst auf.

## Bahnhof
In Sundsøre wurde ein Lagerhaus gebaut, hauptsächlich für Waren, die mit der Fähre ankamen oder verschickt werden sollten. Dazu gab es einen Warteraum für Fahrgäste. Außerdem wurden Gleise für Güterwagen verlegt. Die Strecke war insgesamt 270 Meter lang und es gab ein Umfahrungs- und ein Abstellgleis am Lager sowie eine Rampe zum Verladen von Rindern und anderem Vieh.
In Sundsøre wurden ankommende Eisenbahnwagen mit einem Seil und einer elektrischen Winde an Land gezogen. Später wurde das Seil durch ein dünnes Stahlseil ersetzt.
An Land erfolgte der Transport mit einem Stahlseil, das endlos über Rollen neben beiden Gleisen verlief. Dieser Stahldraht wurde auch von der Winde bewegt, die Wagen wurden mit einer Klauenkupplung in das Seil eingehängt. Das Maschinenhaus, in dem die Winde untergebracht war, wurde etwa im März 1976 abgerissen.
In den 1930er Jahren wurde ein weiteres Lagerhaus vom Kaufmann Thomas Andersen etwas weiter westlich gebaut. Dieses wechselte einige Male den Besitzer, bevor es 1975 abgerissen wurde.
Während der Fährbetrieb anfangs ein Erfolg war – 1927 wurden 320 Eisenbahnwagen überstellt – gingen die Überfahrten während des Zweiten Weltkrieges stetig zurück, was sich in den Jahren danach fortsetzte. Es gab nur wenige Transporte mit Zuckerrüben, 70 Wagen im Jahre 1955, zwei Wagen im Jahre 1963 – und 1967 wurde überhaupt kein Eisenbahnwagen befördert. Dazu trug bei, dass für Spediteure aus Salling die Lastwagen auf der Fähre umsonst befördert wurden, wenn sie die Güterwagen in Hvalpsund statt in Sundsøre beluden. Dann entfiel der Transport der Güterwagen von und nach Sundsøre.

## Eisenbahnmuseum
Die Gleise in Sundsøre wurden unmittelbar nach der Auflösung der Aalborg-Hvalpsund Jernbaneselskab 1969 entfernt, das Lagerhaus wurde erhalten und von der Gemeinde Sundsøre übernommen. Es stand lange leer und wurde baufällig, bis eine Gruppe Anwohner 1999 das Haus restaurierte. Es wird nun für kulturelle und touristische Veranstaltungen verwendet. Dazu wurden einige Wagen beschafft, die gedeckten Güterwagen LJ Q 162 mit einem Radstand von 3,66 m und der SB G1 sowie der offene Güterwagen SB T 405 der Skagenbane (SB). Diese wurden saniert und bilden ein kleines Freilichtmuseum. Im ehemaligen Warteraum des Lagerhauses ist ein Museumsraum eingerichtet. Dort ist ein Modell der M/F HVALPSUND im Maßstab 1:50 ausgestellt, ferner mehrere Fotowände mit Bildern von den Fähren, dem Fähranleger und dem Bahnhof.